# 五十嵐晴彦
五十嵐 靖彦（いがらし やすひこ、1941年 - ）は、日本の哲学者。弘前大学名誉教授。
日本医学哲学倫理学会に所属していた。主な研究分野は、哲学・倫理学。中でもマックス・シェーラーを研究テーマとしていた。
2022年、瑞宝中綬章を受章。

## 来歴
- 1966年　東京大学文学部卒業（倫理学科）
- 1973年　東京大学大学院人文科学研究科博士課程単位取得退学

その後、東京大学助手・弘前大学講師・助教授・教授、ノースアジア大学非常勤講師、秋田看護福祉大学教授を歴任した。

## 著作
- 『愛と知の哲学　マックス・シェーラー研究論文集』（花伝社） 1999年
- 『生命倫理学』（中国西北大学出版社） 2001年